# Häkinsaari
Häkinsaari är en ö i Finland. Den ligger i sjön Niinivesi och i kommunen Äänekoski i den ekonomiska regionen  Äänekoski  och landskapet Mellersta Finland, i den centrala delen av landet, 270 km norr om huvudstaden Helsingfors. Öns area är 11,9 hektar och dess största längd är 0,5 kilometer i öst-västlig riktning.